# Tasiusap Imaa (Bucht, Upernavik)
Tasiusap Imaa (dänisch Tasiusaq Bugt) ist eine grönländische Bucht im Distrikt Upernavik in der Avannaata Kommunia.

## Geografie
Die Bucht wird im Norden vom Fjord Kangerlussuaq (Giesecke Isfjord) und im Süden vom Fjord Ikeq (Upernavik Isfjord) begrenzt und hat somit eine Länge von etwa 75 km. In der Bucht liegen zahlreiche Inseln, die größten sind von Norden nach Süden: Tuttoqqortooq, Qallunaat, Mattaangasut, Nutaarmiut, Nuuluk, Anarusuk, Aappilattoq, Uigorlersuaq, Illunnguit, Tasiusaq, Qoqaarissorsuaq, Aakkarnersuaq, Qaarsorsuatsiaq, Innaarsuit/Saattup Akia, Ateqanngitsorsuaq und Qaneq.
Auf Inseln in der Bucht liegen die Orte Nutaarmiut, Ikerasaarsuk, Tasiusaq, Innaarsuit und Naajaat, die zusammen gut 500 Einwohner haben.